# Science Fell in Love, So I Tried to Prove It
Science Fell in Love, So I Tried to Prove It (jap. 理系が恋に落ちたので証明してみた。 Rikei ga koi ni ochita no de shōmei shite mita.) – manga autorstwa Alifreda Yamamoto, publikowana w serwisie Comic Meteor wydawnictwa Flex Comix od marca 2016.
Na jej podstawie powstała 4-odcinkowa TV drama, która była emitowana we wrześniu 2018, oraz film live action, wydany w lutym 2019. Na podstawie mangi studio Zero-G wyprodukowało również serial anime, który emitowano od stycznia do marca 2020. Drugi sezon, zatytułowany Science Fell in Love, So I Tried to Prove It r=1-sinθ (Heart), był emitowany od kwietnia do czerwca 2022.

## Fabuła
Shinya Yukimura i Ayame Himuro są dwójką młodych naukowców prowadzącą badania na Uniwersytecie Saitama. Jednak pewnego dnia Ayame wyznaje Shinyi, że może być w nim zakochana. Przekonani, że każdy problem można wyjaśnić za pomocą matematyki i nauk ścisłych, oboje rozpoczynają badania i eksperymenty z udziałem współpracowników z ich laboratorium, aby zmierzyć i zrozumieć swoje wzajemne uczucia.

## Bohaterowie
- Shinya Yukimura (jap. 雪村心夜 Yukimura Shinya)

Seiyū: Yūma Uchida 
- Ayame Himuro (jap. 氷室菖蒲 Himuro Ayame)

Seiyū: Sora Amamiya 
- Kotonoha Kanade (jap. 奏言葉 Kanade Kotonoha)

Seiyū: Natsuko Hara 
- Ena Ibarada (jap. 棘田恵那 Ibarada Ena)

Seiyū: Nichika Ōmori 
- Kosuke Inukai (jap. 犬飼虎輔 Inukai Kōsuke)

Seiyū: Jun Fukushima 
- Profesor Ikeda (jap. 池田教授 Ikeda-kyōju)

Seiyū: Ryōtarō Okiayu 
- Rikekuma (jap. リケクマ)

Seiyū: Momo Asakura 
- Arika Yamamoto (jap. 山本亜梨華 Yamamoto Arika)

Seiyū: Yui Ogura 
- Suiu Fujiwara (jap. 藤原翠雨 Fujiwara Suiu)

Seiyū: Marina Yamada 
- Chris Florette (jap. クリス・フロレット Kurisu Furoretto)

Seiyū: Yūki Kaji 
- Haru Kagurano (jap. 神楽野春 Kagurano Haru)

Seiyū: Rena Hasegawa 

## Manga
Seria ukazuje się od 16 marca 2016 w serwisie Comic Meteor wydawnictwa Flex Comix.
| Nr | Data wydania (język japoński) | ISBN (język japoński)  |
| -- | ----------------------------- | ---------------------- |
| 1  | 13 marca 2018                 | ISBN 978-4-86-675923-4 |
| 2  | 13 marca 2018                 | ISBN 978-4-86-675933-3 |
| 3  | 13 marca 2018                 | ISBN 978-4-86-675943-2 |
| 4  | 11 lipca 2018                 | ISBN 978-4-86-675018-7 |
| 5  | 10 stycznia 2019              | ISBN 978-4-86-675043-9 |
| 6  | 11 lipca 2019                 | ISBN 978-4-86-675068-2 |
| 7  | 9 stycznia 2020               | ISBN 978-4-86-675090-3 |
| 8  | 11 marca 2020                 | ISBN 978-4-86-675096-5 |
| 9  | 21 października 2020          | ISBN 978-4-86-675122-1 |
| 10 | 12 lipca 2021                 | ISBN 978-4-86-675156-6 |
| 11 | 12 stycznia 2022              | ISBN 978-4-86-675188-7 |
| 12 | 12 kwietnia 2022              | ISBN 978-4-86-675208-2 |
| 13 | 10 czerwca 2022               | ISBN 978-4-86-675222-8 |
| 14 | 10 lutego 2023                | ISBN 978-4-86-675269-3 |
| 15 | 12 czerwca 2023               | ISBN 978-4-86-675294-5 |
| 16 | 12 grudnia 2023               | ISBN 978-4-86-675325-6 |

## Live action
Od 1 do 22 września 2018 emitowana była 4-odcinkowa TV drama, która promowała film live action. Film został z kolei wydany w japońskich kinach 1 lutego 2019. W obu produkcjach w obsadzie znaleźli się ci sami aktorzy.

### Obsada
Opracowano na podstawie źródła.
- Shun Nishime – Shinya Yukimura
- Nana Asakawa – Ayame Himuro
- Yūka Yano – Kotonoha Kanade
- Karin Ogino – Ena Ibarada
- Tomu Fujita – Kosuke Inukai
- Ryōtarō Okiayu – Profesor Ikeda

## Anime
Adaptacja w formie telewizyjnego serialu anime została zapowiedziana 8 stycznia 2019. Seria została zanimowana przez studio Zero-G i wyreżyserowana przez Tōru Kitahatę. Scenariusz napisali Rintarō Ikeda i Michiko Yokote, a postacie zaprojektował Yūsuke Isouchi, a muzykę skomponowali hisakuni, Shōichirō Hirata, Kaoru Ōtsuka, Shūhei Takahashi, Takuma Sogi i Yūko Takahashi. Anime było emitowane od 11 stycznia do 28 marca 2020 w stacjach Tokyo MX, BS11, AT-X i UHB. Prawa do streamingu serii nabył Crunchyroll.
17 października 2020 podczas specjalnego wydarzenia w Japonii ogłoszono powstanie drugiego sezonu. Seria, zatytułowana Science Fell in Love, So I Tried to Prove It r=1-sinθ (Heart), była emitowana od 2 kwietnia do 18 czerwca 2022.

### Ścieżka dźwiękowa
| Seria          | Tytuł           | Wykonawcy                   | Źródło   |
| Czołówka       | Czołówka        | Czołówka                    | Czołówka |
| -------------- | --------------- | --------------------------- | -------- |
| 1              | „PARADOX”       | Sora Amamiya                | [ 29 ]   |
| 2              | „Love-Evidence” | Sora Amamiya                | [ 30 ]   |
| Napisy końcowe |                 |                             |          |
| 1              | „Turing Love”   | Akari Nanawo, Sou           | [ 31 ]   |
| 2              | „Bibitto Love”  | CHiCO, HoneyWorks, Mafumafu | [ 28 ]   |

## Odbiór
Do 2019 roku manga rozeszła w liczbie ponad 600 000 egzemplarzy.
W 2017 roku seria zajęła 6. miejsce w konkursie Next Manga Award w kategorii najlepsza manga internetowa.